# دیس‌اوسمی

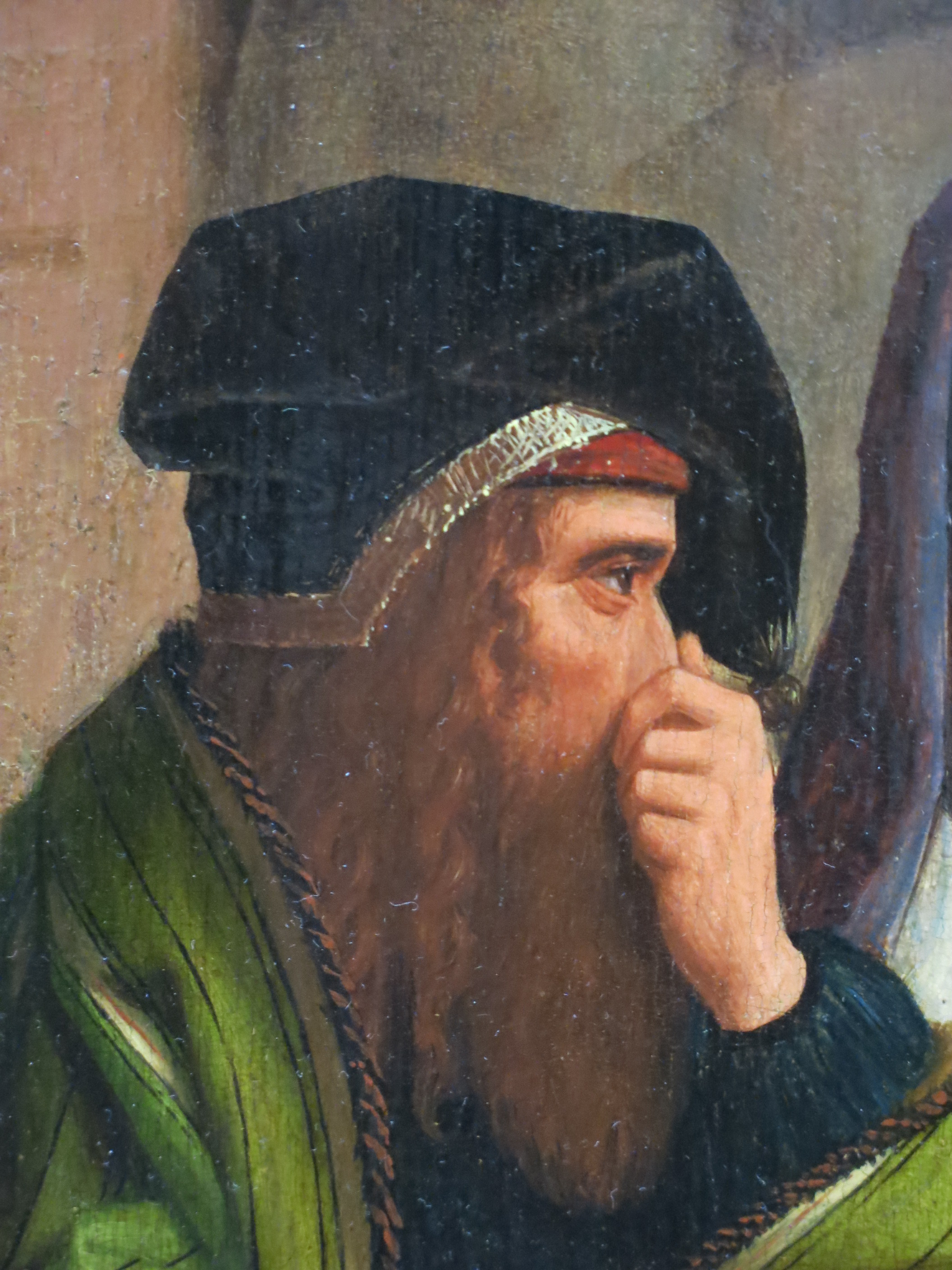
دیس‌اوسمی

دیس‌اوسمی (انگلیسی: Dysosmia) اختلالی است که به عنوان هرگونه تغییر کیفی یا تحریف درک بویایی توصیف می‌شود. نغییرات کیفی با تغییرات کمی متفاوت است که شامل نابویایی و هیپوسمی می‌شود. دیس‌اوسمی را می توان به عنوان بویایی‌پریشی/پاروسمی (که تروپوسمی نیز نامیده می‌شود) یا فانتوسمی طبقه بندی کرد. پاروسمی یک تحریف در درک یک بو است. بوی بدبوها با چیزی که فرد به خاطر می‌آورد متفاوت است. فانتوسمی به معنای ادراک بو زمانی است که هیچ ماده بویایی وجود نداشته باشد. علت دیس‌اوسمی هنوز یک نظریه باقی مانده است. این معمولاً یک اختلال عصبی در نظر گرفته می‌شود و ارتباط بالینی با این اختلال ایجاد شده است. بیشتر موارد به‌عنوان ایدیوپاتیک توصیف می‌شوند و علل اصلی مرتبط با پاروسمی، URTI، ضربه به سر، و بیماری سینوس بینی و پارانازال هستند. دیس‌اوسمی به خودی خود از بین می‌رود، اما گزینه‌هایی برای درمان برای بیمارانی وجود دارد که خواهان تسکین فوری هستند.

## علائم و نشانه‌ها
اختلالات بویایی می‌تواند منجر به ناتوانی در تشخیص خطرات محیطی مانند نشت گاز، سموم یا دود شود. افزون بر ایمنی، عادات تغذیه‌ای و غذایی نیز می‌تواند تحت تأثیر قرار گیرد. از دست دادن اشتها به دلیل طعم ناخوشایند و ترس از ناتوانی در تشخیص و مصرف غذای فاسد وجود دارد. بنابراین کاهش یا تحریف حس بویایی منجر به کاهش کیفیت زندگی می‌شود. باور بر این است که تحریف‌ها تأثیر منفی بیشتری نسبت به از دست دادن کامل بویایی بر افراد می‌گذارد، زیرا دائماً این اختلال به آنها یادآوری می‌شود و تحریف‌ها تأثیر بیشتری بر عادات غذایی دارند.